# Desmiphora aegrota
Desmiphora aegrota är en skalbaggsart som beskrevs av Bates 1880. Desmiphora aegrota ingår i släktet Desmiphora och familjen långhorningar.
Artens utbredningsområde är:
- Costa Rica.
- Guatemala.
- Honduras.
- Panama.

Inga underarter finns listade i Catalogue of Life.